# Isla del Carmen (Asturias)
La Isla del Carmen (Islla del Carme en asturiano) es una isla española, alargada, de algo menos de 2 hectáreas, bordeada de arrecife y muy cerca del litoral de la parroquia de Luanco (Gozón, Asturias).

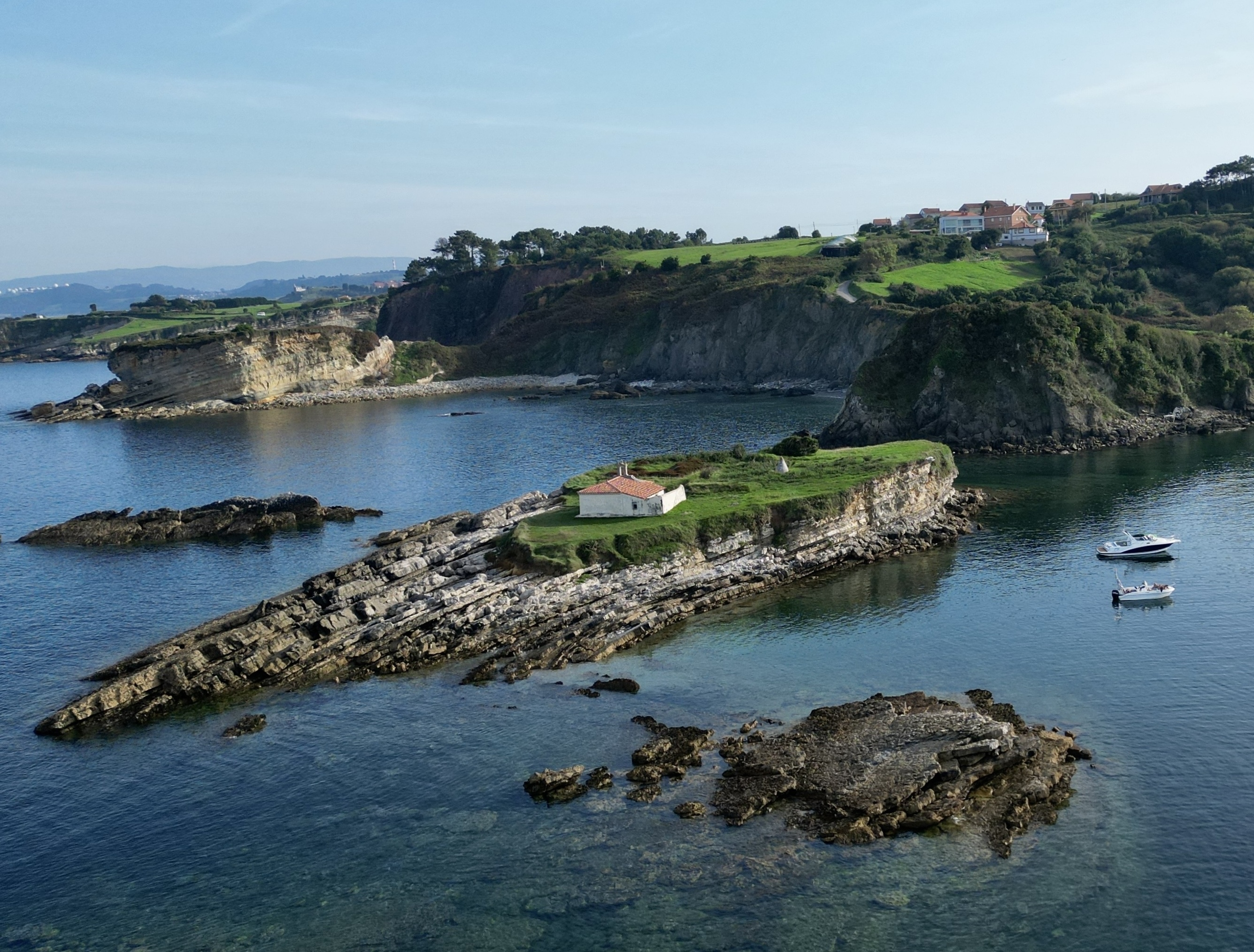
isla del Carmen, Lluanco, Asturias

Posee una antigua ermita en la parte sur de la isla, a la que se puede acceder a través del arrecife y la arena si las mareas son bajas a través de las playas de El Dique o de Aramar.